# Campeonato Paraibano Segunda Divisão 1996
In 1996 werd de zesde editie van het Campeonato Paraibano Segunda Divisão gespeeld voor voetbalclubs uit de Braziliaanse staat Paraíba. De competitie werd georganiseerd door de FPF en werd gespeeld van 10 tot 17 november doordat er dit jaar slechts twee inschrijvingen waren. Santos werd kampioen.

## Finale
Heen
|             |                      |                    |        |                                        |
| 10 november | Nacional de Cabedelo | 0 – 3              | Santos | Almeidão, João Pessoa Toeschouwers: 14 |
| 10 november |                      | , Cláudio Gilberto |        | Almeidão, João Pessoa Toeschouwers: 14 |

Terug
|             |                         |       |                      |                                       |
| 17 november | Santos                  | 3 – 1 | Nacional de Cabedelo | Almeidão, João Pessoa Toeschouwers: 4 |
| 17 november | Cláudio pen' Gilberto , |       |                      | Almeidão, João Pessoa Toeschouwers: 4 |

### Kampioen
| Campeonato Paraibano de 1996 - Segunda Divisão |
| Paraíba                                        |
| ---------------------------------------------- |
| SANTOS Kampioen (1° titel)                     |